# 411 f.Kr.
| 411 f.Kr.          |
| ------------------ |
| Dødsfald - Fødsler |

## Begivenheder
- Lysistrate (også kendt som Kvindernes oprør), en græsk komedie, blev skrevet af Aristofanes.

## Dødsfald
- Protagoras, græsk sofist.